# 8749 Beatles
8749 Beatles eller 1998 GJ10 är en asteroid i huvudbältet som upptäcktes den 3 april 1998 av den australiensiske amatörastronomen John Broughton vid Reedy Creek-observatoriet. Den är uppkallad efter den brittiska gruppen The Beatles.
Asteroiden har en diameter på ungefär 3 kilometer.